# Baco noir
Pour les articles homonymes, voir Baco.
Le  baco noir est un cépage de France de raisins noirs.

## Origine et répartition géographique
Le  baco noir est une obtention de François Baco (1865-1947). L'origine génétique n'est pas vérifiée et ce serait un croisement des cépages Folle-Blanche × Vitis riparia réalisé en 1902. Le cépage est donc un hybride producteur direct et ne figure pas sur la liste officielle de l'Union européenne des cépages autorisés ou recommandés de 1981. En France il couvre 188 hectares (1988).
Il est un peu cultivé au Canada, notamment en Ontario (vu sa maturité hâtive), et aux États-Unis.

## Caractères ampélographiques
- Extrémité du jeune rameau duveteux blanc, .
- Jeunes feuilles aranéeuses, bronzées.
- Feuilles adultes, à 3 lobes avec un sinus pétiolaire en lyre, des dents ogivales, étroites, un limbe légèrement duveteux..

## Aptitudes culturales
La maturité est de première époque précoce: 5 jours avant le chasselas.

## Potentiel technologique
Les grappes sont moyennes et les baies sont de taille petite. La grappe est conique et lâche. Le cépage est très vigoureux et s'il est conduit à taille longue, la fertilité est assez élevée et régulière. Il est assez résistant au mildiou et à l'oïdium, mais sensible à la pourriture grise.
Le vin rouge a une couleur intense. Il est un peu amer et il s'améliore avec un vieillissement sous bois.
Le vin rosé est considéré comme correct avec des arômes de vanille et de pruneau, demandant au moins 8 mois de vieillissement pour atteindre son apogée.
Le baco noir est un des cépages les plus riches en resvératrol (571 ± 30 μg/100 g de raisins frais) mais pauvre en polyphénols :
| Phénols tot. (mg/100ml) | Flavonoïdes tot. (mg/100ml) | Anthocyanes tot. (mg/100ml) | Resvératrol (μg/100 g) |
| 217,0                   | 97,8                        | 101,6                       | 571                    |
| ----------------------- | --------------------------- | --------------------------- | ---------------------- |

## Synonymes
Le baco noir est connu sous les noms baco 1, baco #1 ou 24-23 baco.